# AMD Radeon serie RX 500
La Radeon serie RX 500 è una serie di schede video marchiata AMD. Usa l'architettura GCN di 1ª, 3ª e 4ª generazione, rispettivamente a 28, 14 e 12 nm.

## Prodotti

### Desktop
| Modello        | Rilascio   | Nome in Codice | Architettura e Fabbricazione | Transistors (miliardi) | Dimensione Die (mm²) | Configurazione Core        | Clock (Mhz) | Clock (Mhz) | Memoria | Memoria | Memoria          | Memoria         | Fillrate     | Fillrate       | Potenza di Elaborazione (GFLOPS) | Potenza di Elaborazione (GFLOPS) | TDP (Watt) | Prezzo (USD) |
| Modello        | Rilascio   | Nome in Codice | Architettura e Fabbricazione | Transistors (miliardi) | Dimensione Die (mm²) | Configurazione Core        | Base        | Boost       | GB      | Tipo    | Bandwidth (GB/s) | Velocità (GBPS) | Pixel (GP/s) | Texture (GT/s) | Precisione Singola               | Precisione Doppia                | TDP (Watt) | Prezzo (USD) |
| -------------- | ---------- | -------------- | ---------------------------- | ---------------------- | -------------------- | -------------------------- | ----------- | ----------- | ------- | ------- | ---------------- | --------------- | ------------ | -------------- | -------------------------------- | -------------------------------- | ---------- | ------------ |
| Radeon RX 550  | 20/04/2017 | Lexa           | GCN 4.0 GlobalFoundries 14nm | 2.20                   | 103                  | 512:32:16:8                | 1100        | 1183        | 2       | GDDR5   | 112              | 7               | 18.9         | 37.8           | 1211                             | 75.7                             | 50         | 79           |
| Radeon RX 550X | 16/12/2018 | Lexa           | GCN 4.0 GlobalFoundries 14nm | 2.20                   | 103                  | 512:40:16:8 640:40:16:10   | 1100        | 1183        | 4       | GDDR5   | 112              | 7               | 20.6         | 51.4           | 1650                             | 103.1                            | 50         | 79           |
| Radeon RX 560  | 18/04/2017 | Polaris 21     | GCN 4.0 GlobalFoundries 14nm | 3.00                   | 123                  | 1024:64:16:16              | 1175        | 1275        | 4       | GDDR5   | 112              | 7               | 20.4         | 81.6           | 2611                             | 163.2                            | 75         | 99           |
| Radeon RX 560X | 11/04/2018 | Polaris 21     | GCN 4.0 GlobalFoundries 14nm | 3.00                   | 123                  | 896:64:16:14 1024:64:16:16 | 1175        | 1275        | 4       | GDDR5   | 112              | 7               | 20.4         | 81.6           | 2611                             | 163.2                            | 75         | 99           |
| Radeon RX 570  | 18/04/2017 | Polaris 20     | GCN 4.0 GlobalFoundries 14nm | 5.70                   | 232                  | 2048:128:32:32             | 1168        | 1244        | 4       | GDDR5   | 224              | 7               | 39.8         | 159.2          | 5095                             | 318.5                            | 150        | 169          |
| Radeon RX 570X | 11/04/2018 | Polaris 20     | GCN 4.0 GlobalFoundries 14nm | 5.70                   | 232                  | 2048:128:32:32             | 1168        | 1244        | 8       | GDDR5   | 224              | 7               | 39.8         | 159.2          | 5095                             | 318.5                            | 150        | 169          |
| Radeon RX 580  | 18/04/2017 | Polaris 20     | GCN 4.0 GlobalFoundries 14nm | 5.70                   | 232                  | 2304:144:32:26             | 1257        | 1340        | 8       | GDDR5   | 256              | 8               | 42.8         | 192.9          | 6175                             | 385.9                            | 185        | 229          |
| Radeon RX 580X | 11/04/2018 | Polaris 20     | GCN 4.0 GlobalFoundries 14nm | 5.70                   | 232                  | 2304:144:32:26             | 1257        | 1340        | 8       | GDDR5   | 256              | 8               | 42.8         | 192.9          | 6175                             | 385.9                            | 185        | 229          |
| Radeon RX 590  | 15/11/2018 | Polaris 30     | GCN 4.0 GlobalFoundries 12nm | 5.70                   | 232                  | 2304:144:32:26             | 1469        | 1545        | 8       | GDDR5   | 256              | 8               | 49.4         | 222.5          | 7119                             | 445.0                            | 175        | 279          |

### Mobile
| Modello               | Rilascio   | Nome in Codice | Architettura e Fabbricazione | Transistors (miliardi) | Dimensione Die (mm²) | Configurazione Core   | Clock (Mhz) | Clock (Mhz) | Memoria | Memoria     | Memoria          | Memoria         | Fillrate     | Fillrate       | Potenza di Elaborazione (GFLOPS) | Potenza di Elaborazione (GFLOPS) | TDP (Watt) |
| Modello               | Rilascio   | Nome in Codice | Architettura e Fabbricazione | Transistors (miliardi) | Dimensione Die (mm²) | Configurazione Core   | Base        | Boost       | GB      | Tipo        | Bandwidth (GB/s) | Velocità (GBPS) | Pixel (GP/s) | Texture (GT/s) | Precisione Singola               | Precisione Doppia                | TDP (Watt) |
| --------------------- | ---------- | -------------- | ---------------------------- | ---------------------- | -------------------- | --------------------- | ----------- | ----------- | ------- | ----------- | ---------------- | --------------- | ------------ | -------------- | -------------------------------- | -------------------------------- | ---------- |
| Radeon 520 Mobile     | 18/04/2017 | Banks          | GCN 1.0 TSMC 28nm            | 0.69                   | 56                   | 320:20:4:5            | 1030        | 1030        | 4       | GDDR5       | 48               | 4.5             | 4.1          | 20.6           | 659                              | 41.2                             | 50         |
| Radeon 530 Mobile     | 18/04/2017 | Weston         | GCN 3.0 TSMC 28nm            | 1.55                   | 125                  | 320:20:8:6 384:24:8:6 | 1024        | 1024        | 4       | GDDR3 GDDR5 | 48               | 4.5             | 8.2          | 24.5           | 800                              | 49.1                             | 50         |
| Radeon 530X Mobile    | 18/04/2017 | Polaris 24     | GCN 3.0 TSMC 28nm            | 1.55                   | 125                  | 384:24:8:6            | 1024        | 1024        | 2       | GDDR5       | 48               | 4.5             | 8.2          | 24.5           | 800                              | 49.1                             | 50         |
| Radeon 540 Mobile     | 26/03/2019 | Lexa           | GCN 4.0 GlobalFoundries 14nm | 2.20                   | 103                  | 512:32:16:8           | 1100        | 1124        | 2 - 4   | GDDR5       | 48               | 6               | 9.8          | 39.0           | 1200                             | 71.9                             | 50         |
| Radeon RX 540 Mobile  | 11/11/2017 | Lexa           | GCN 4.0 GlobalFoundries 14nm | 2.20                   | 103                  | 512:32:16:8           | 1124        | 1219        | 2 - 4   | GDDR5       | 96               | 6               | 19.5         | 39.0           | 1200                             | 78.0                             | 50         |
| Radeon 540X Mobile    | 05/09/2018 | Lexa           | GCN 4.0 GlobalFoundries 14nm | 2.20                   | 103                  | 512:32:8:8            | 980         | 1046        | 2 - 4   | GDDR5       | 48               | 6               | 9.8          | 39.0           | 1250                             | 78.1                             | 50         |
| Radeon RX 540X Mobile | 11/04/2018 | Polaris 23     | GCN 4.0 GlobalFoundries 14nm | 2.20                   | 103                  | 512:32:16:8           | 1124        | 1219        | 2 - 4   | GDDR5       | 96               | 6               | 19.5         | 39.0           | 1250                             | 78.1                             | 50         |
| Radeon RX 550 Mobile  | 02/07/2017 | Lexa           | GCN 4.0 GlobalFoundries 14nm | 2.20                   | 103                  | 640:40:16:10          | 1100        | 1287        | 2 - 4   | GDDR5       | 96               | 6               | 20.5         | 51.4           | 1647                             | 103.0                            | 50         |
| Radeon 550X Mobile    | 11/04/2018 | Polaris 23     | GCN 4.0 GlobalFoundries 14nm | 2.20                   | 103                  | 640:40:16:10          | 1100        | 1287        | 4       | GDDR5       | 48               | 6               | 20.5         | 51.4           | 1647                             | 103.0                            | 50         |
| Radeon RX 550X Mobile | 11/04/2018 | Polaris 23     | GCN 4.0 GlobalFoundries 14nm | 2.20                   | 103                  | 640:40:16:10          | 1100        | 1176        | 2 - 4   | GDDR5       | 48               | 6               | 18.8         | 47.0           | 1505                             | 94.0                             | 50         |
| Radeon RX 560 Mobile  | 05/09/2017 | Baffin         | GCN 4.0 GlobalFoundries 14nm | 3.00                   | 123                  | 1024:64:16:16         | 1090        | 1202        | 4       | GDDR5       | 96               | 6               | 19.2         | 76.9           | 2462                             | 153.9                            | 65         |
| Radeon RX 560X Mobile | 11/04/2018 | Polaris 21     | GCN 4.0 GlobalFoundries 14nm | 3.00                   | 123                  | 1024:64:16:16         | 1175        | 1202        | 2 - 4   | GDDR5       | 96               | 6               | 19.2         | 76.9           | 2462                             | 153.9                            | 65         |
| Radeon RX 570 Mobile  | 10/12/2017 | Ellesmere      | GCN 4.0 GlobalFoundries 14nm | 5.70                   | 232                  | 2048:128:32:32        | 926         | 1206        | 8       | GDDR5       | 211              | 6.6             | 38.5         | 154.4          | 4940                             | 308.7                            | 85         |
| Radeon RX 580 Mobile  | 18/04/2017 | Polaris 20     | GCN 4.0 GlobalFoundries 14nm | 5.70                   | 232                  | 2304:144:32:36        | 1000        | 1077        | 8       | GDDR5       | 256              | 8               | 34.4         | 155.1          | 1963                             | 310.2                            | 100        |
| Radeon RX 580X Mobile | 11/04/2018 | Polaris 20     | GCN 4.0 GlobalFoundries 14nm | 5.70                   | 232                  | 2304:144:32:36        | 1000        | 1077        | 8       | GDDR5       | 256              | 8               | 34.4         | 155.1          | 1963                             | 310.2                            | 100        |

### Radeon Pro Mac
| Modello         | Rilascio   | Nome in Codice | Architettura e Fabbricazione | Transistors (miliardi) | Dimensione Die (mm²) | Configurazione Core | Clock (Mhz) | Clock (Mhz) | Memoria | Memoria | Memoria          | Memoria         | Fillrate     | Fillrate       | Potenza di Elaborazione (GFLOPS) | Potenza di Elaborazione (GFLOPS) | TDP (Watt) |
| Modello         | Rilascio   | Nome in Codice | Architettura e Fabbricazione | Transistors (miliardi) | Dimensione Die (mm²) | Configurazione Core | Base        | Boost       | GB      | Tipo    | Bandwidth (GB/s) | Velocità (GBPS) | Pixel (GP/s) | Texture (GT/s) | Precisione Singola               | Precisione Doppia                | TDP (Watt) |
| --------------- | ---------- | -------------- | ---------------------------- | ---------------------- | -------------------- | ------------------- | ----------- | ----------- | ------- | ------- | ---------------- | --------------- | ------------ | -------------- | -------------------------------- | -------------------------------- | ---------- |
| Radeon Pro 555  | 05/06/2017 | Polaris 21     | GCN 4.0 GlobalFoundries 14nm | 3.00                   | 123                  | 768:48:16:12        | 850         | 850         | 2       | GDDR5   | 81.6             | 5.1             | 13.6         | 40.8           | 1306                             | 81.6                             | 75         |
| Radeon Pro 555X | 16/06/2018 | Polaris 21     | GCN 4.0 GlobalFoundries 14nm | 3.00                   | 123                  | 768:48:16:12        | 907         | 907         | 4       | GDDR5   | 94.0             | 5.9             | 14.5         | 43.5           | 1393                             | 87.0                             | 75         |
| Radeon Pro 560  | 18/04/2017 | Polaris 21     | GCN 4.0 GlobalFoundries 14nm | 3.00                   | 123                  | 1024:64:16:16       | 907         | 907         | 4       | GDDR5   | 81.2             | 5.1             | 14.5         | 58.0           | 1858                             | 116.1                            | 75         |
| Radeon Pro 560X | 16/07/2018 | Polaris 21     | GCN 4.0 GlobalFoundries 14nm | 3.00                   | 123                  | 1024:64:16:16       | 1004        | 1004        | 4       | GDDR5   | 94.0             | 5.9             | 16.0         | 64.2           | 2056                             | 128.5                            | 75         |
| Radeon Pro 570  | 05/06/2017 | Polaris 20     | GCN 4.0 GlobalFoundries 14nm | 5.70                   | 232                  | 1792:112:32:28      | 1000        | 1105        | 4       | GDDR5   | 217.0            | 6.8             | 35.3         | 123.8          | 3960                             | 247.5                            | 150        |
| Radeon Pro 570X | 18/03/2019 | Polaris 20     | GCN 4.0 GlobalFoundries 14nm | 5.70                   | 232                  | 1792:112:32:28      | 1000        | 1105        | 4       | GDDR5   | 217.6            | 6.8             | 35.3         | 123.8          | 3960                             | 247.5                            | 150        |
| Radeon Pro 575  | 05/06/2017 | Polaris 20     | GCN 4.0 GlobalFoundries 14nm | 5.70                   | 232                  | 2048:128:32:32      | 1096        | 1096        | 4       | GDDR5   | 217.0            | 6.8             | 35.0         | 140.3          | 4489                             | 280.6                            | 150        |
| Radeon Pro 575X | 18/03/2019 | Polaris 20     | GCN 4.0 GlobalFoundries 14nm | 5.70                   | 232                  | 2048:128:32:32      | 1096        | 1096        | 4       | GDDR5   | 217.6            | 6.8             | 35.0         | 140.3          | 4489                             | 280.6                            | 150        |
| Radeon Pro 580  | 05/06/2017 | Ellesmere      | GCN 4.0 GlobalFoundries 14nm | 5.70                   | 232                  | 2304:144:32:36      | 1100        | 1200        | 8       | GDDR5   | 217.0            | 6.8             | 38.4         | 172.8          | 5530                             | 345.6                            | 185        |
| Radeon Pro 580X | 18/03/2019 | Ellesmere      | GCN 4.0 GlobalFoundries 14nm | 5.70                   | 232                  | 2304:144:32:36      | 1100        | 1200        | 8       | GDDR5   | 218.9            | 6.8             | 38.4         | 172.8          | 5530                             | 345.6                            | 185        |

### Annotazioni
1. 1 2 3  Shading Units:TMUs:ROPs:Compute Units
2. 1 2  Memoria massima

### Fonti
1. ↑  (EN) Radeon™ RX 550 and Radeon™ 550 Graphics, su AMD. URL consultato il 22 ottobre 2023 (archiviato dall'url originale il 6 marzo 2021).
2. ↑  (EN) AMD Radeon RX 550 Specs, su TechPowerUp. URL consultato il 4 febbraio 2022.
3. ↑   amd.com,  https://www.amd.com/en/products/graphics/radeon-rx-550x.
4. ↑   techpowerup.com,  https://www.techpowerup.com/gpu-specs/radeon-rx-550x.c3194.
5. ↑   amd.com,  https://www.amd.com/en/products/graphics/radeon-rx-560.
6. ↑   techpowerup.com,  https://www.techpowerup.com/gpu-specs/radeon-rx-560.c2940.
7. ↑   amd.com,  https://www.amd.com/en/products/graphics/radeon-rx-560x.
8. ↑   techpowerup.com,  https://www.techpowerup.com/gpu-specs/radeon-rx-560x.c3193.
9. 1 2   amd.com,  https://www.amd.com/en/products/graphics/radeon-rx-570x.
10. ↑   techpowerup.com,  https://www.techpowerup.com/gpu-specs/radeon-rx-570.c2939.
11. ↑   techpowerup.com,  https://www.techpowerup.com/gpu-specs/radeon-rx-570x.c3192.
12. ↑   amd.com,  https://www.amd.com/en/products/graphics/radeon-rx-580.
13. ↑   techpowerup.com,  https://www.techpowerup.com/gpu-specs/radeon-rx-580.c2938.
14. ↑   amd.com,  https://www.amd.com/en/products/graphics/radeon-rx-580x.
15. ↑   amd.com,  https://www.amd.com/en/products/graphics/radeon-rx-590.
16. ↑   techpowerup.com,  https://www.techpowerup.com/gpu-specs/radeon-rx-590.c3322.
17. ↑   amd.com,  https://www.amd.com/en/products/graphics/radeon-520.
18. ↑   techpowerup.com,  https://www.techpowerup.com/gpu-specs/radeon-520-mobile.c3003.
19. ↑   amd.com,  https://www.amd.com/en/products/graphics/radeon-530.
20. ↑   techpowerup.com,  https://www.techpowerup.com/gpu-specs/radeon-530-mobile.c3002.
21. ↑   techpowerup.com,  https://www.techpowerup.com/gpu-specs/radeon-530x-mobile.c3108.
22. ↑  https://www.amd.com/en/products/graphics/radeon-540
23. ↑   techpowerup.com,  https://www.techpowerup.com/gpu-specs/radeon-540-mobile.c3419.
24. ↑   amd.com,  https://www.amd.com/en/products/graphics/radeon-rx-540.
25. ↑   techpowerup.com,  https://www.techpowerup.com/gpu-specs/radeon-rx-540-mobile.c3048.
26. ↑   amd.com,  https://www.amd.com/en/products/graphics/radeon-540x.
27. ↑   techpowerup.com,  https://www.techpowerup.com/gpu-specs/radeon-540x-mobile.c3417.
28. ↑   amd.com,  https://www.amd.com/en/products/graphics/radeon-rx-540x.
29. ↑   techpowerup.com,  https://www.techpowerup.com/gpu-specs/radeon-rx-540x-mobile.c3204.
30. ↑   techpowerup.com,  https://www.techpowerup.com/gpu-specs/radeon-rx-550-mobile.c3049.
31. ↑   techpowerup.com,  https://www.techpowerup.com/gpu-specs/radeon-550x-mobile.c3207.
32. ↑   techpowerup.com,  https://www.techpowerup.com/gpu-specs/radeon-rx-550x-mobile.c3205.
33. ↑   techpowerup.com,  https://www.techpowerup.com/gpu-specs/radeon-rx-560-mobile.c3069.
34. ↑   techpowerup.com,  https://www.techpowerup.com/gpu-specs/radeon-rx-560x-mobile.c3197.
35. ↑   techpowerup.com,  https://www.techpowerup.com/gpu-specs/radeon-rx-570-mobile.c3068.
36. ↑   techpowerup.com,  https://www.techpowerup.com/gpu-specs/radeon-rx-580-mobile.c3067.
37. ↑   techpowerup.com,  https://www.techpowerup.com/gpu-specs/radeon-rx-580x-mobile.c3235.
38. ↑   techpowerup.com,  https://www.techpowerup.com/gpu-specs/radeon-pro-555.c2972.
39. ↑   techpowerup.com,  https://www.techpowerup.com/gpu-specs/radeon-pro-555x.c3283.
40. ↑   techpowerup.com,  https://www.techpowerup.com/gpu-specs/radeon-pro-560.c2971.
41. ↑   techpowerup.com,  https://www.techpowerup.com/gpu-specs/radeon-pro-560x.c3282.
42. ↑   techpowerup.com,  https://www.techpowerup.com/gpu-specs/radeon-pro-570.c2970.
43. ↑   techpowerup.com,  https://www.techpowerup.com/gpu-specs/radeon-pro-570x.c3396.
44. ↑   techpowerup.com,  https://www.techpowerup.com/gpu-specs/radeon-pro-575.c2969.
45. ↑   techpowerup.com,  https://www.techpowerup.com/gpu-specs/radeon-pro-575x.c3397.
46. ↑   techpowerup.com,  https://www.techpowerup.com/gpu-specs/radeon-pro-580.c2968.
47. ↑   techpowerup.com,  https://www.techpowerup.com/gpu-specs/radeon-pro-580x.c3398.